# Рафах (Єгипет)
Рáфах — важливе місто провінції Північний Синай в Республіці Єгипет. Населення 31 095 мешканців (2006). Розташоване на березі Середземного моря, на самому північному сході Синайського півострова, на кордоні з Сектором Газа. Фактично одне місто розділене на єгипетську частину і палестинську. В Рафасі проживають єгиптяни, а також деякі бедуїнські племена, головне з яких Рамілат.

## Історія
У стародавньому Єгипті місто було відоме під назвою Рапія, завжди входило до складу Єгипетської імперії. Також місто було значним пунктом на шляху єгипетських військових шляхів в Левант і Анатолію.

## Клімат
Як і в інших середземноморських містах, місцевий клімат характеризується теплим літом, м'якою і прохолодною зимою. Температура влітку може бути близько 30 °C в денний час. Взимку у місті тепло вдень, але вночі температура може опускатися до −1 °C і нижче. Трапляються опади з градом і снігом.
| Клімат (Північний Синай)  | Клімат (Північний Синай) | Клімат (Північний Синай) | Клімат (Північний Синай) | Клімат (Північний Синай) | Клімат (Північний Синай) | Клімат (Північний Синай) | Клімат (Північний Синай) | Клімат (Північний Синай) | Клімат (Північний Синай) | Клімат (Північний Синай) | Клімат (Північний Синай) | Клімат (Північний Синай) | Клімат (Північний Синай) |
| Показник                  | Січ.                     | Лют.                     | Бер.                     | Квіт.                    | Трав.                    | Черв.                    | Лип.                     | Серп.                    | Вер.                     | Жовт.                    | Лист.                    | Груд.                    |                          |
| Середній максимум, °C     | 17,2                     | 18,0                     | 20,3                     | 22,9                     | 25,8                     | 28,2                     | 29,6                     | 30,5                     | 29,0                     | 27,4                     | 23,7                     | 19,3                     |                          |
| Середня температура, °C   | 12,7                     | 13,5                     | 15,4                     | 18,0                     | 20,8                     | 23,5                     | 25,2                     | 25,9                     | 24,5                     | 22,4                     | 18,6                     | 14,7                     |                          |
| Середній мінімум, °C      | 8,2                      | 9,0                      | 10,6                     | 13,2                     | 15,9                     | 18,8                     | 20,8                     | 21,4                     | 20,0                     | 17,4                     | 13,5                     | 10,1                     |                          |
| Норма опадів, мм          | 49                       | 37                       | 28                       | 6                        | 4                        | 0                        | 0                        | 0                        | 0                        | 8                        | 39                       | 54                       |                          |
| ------------------------- | ------------------------ | ------------------------ | ------------------------ | ------------------------ | ------------------------ | ------------------------ | ------------------------ | ------------------------ | ------------------------ | ------------------------ | ------------------------ | ------------------------ | ------------------------ |
| Джерело: Climate-Data.org |                          |                          |                          |                          |                          |                          |                          |                          |                          |                          |                          |                          |                          |

| Клімат (Сектор Гази)      | Клімат (Сектор Гази) | Клімат (Сектор Гази) | Клімат (Сектор Гази) | Клімат (Сектор Гази) | Клімат (Сектор Гази) | Клімат (Сектор Гази) | Клімат (Сектор Гази) | Клімат (Сектор Гази) | Клімат (Сектор Гази) | Клімат (Сектор Гази) | Клімат (Сектор Гази) | Клімат (Сектор Гази) | Клімат (Сектор Гази) |
| Показник                  | Січ.                 | Лют.                 | Бер.                 | Квіт.                | Трав.                | Черв.                | Лип.                 | Серп.                | Вер.                 | Жовт.                | Лист.                | Груд.                |                      |
| Середній максимум, °C     | 17,4                 | 18,1                 | 20,5                 | 23,0                 | 25,8                 | 28,3                 | 29,6                 | 30,5                 | 29,1                 | 27,6                 | 23,8                 | 19,4                 |                      |
| Середня температура, °C   | 12,9                 | 13,6                 | 15,6                 | 18,1                 | 20,9                 | 23,6                 | 25,2                 | 26,0                 | 24,7                 | 22,6                 | 18,7                 | 14,8                 |                      |
| Середній мінімум, °C      | 8,4                  | 9,1                  | 10,8                 | 13,3                 | 16,1                 | 19,0                 | 20,9                 | 21,6                 | 20,3                 | 17,6                 | 13,7                 | 10,2                 |                      |
| Норма опадів, мм          | 48                   | 36                   | 27                   | 6                    | 4                    | 0                    | 0                    | 0                    | 0                    | 8                    | 39                   | 53                   |                      |
| ------------------------- | -------------------- | -------------------- | -------------------- | -------------------- | -------------------- | -------------------- | -------------------- | -------------------- | -------------------- | -------------------- | -------------------- | -------------------- | -------------------- |
| Джерело: Climate-Data.org |                      |                      |                      |                      |                      |                      |                      |                      |                      |                      |                      |                      |                      |

## Сільське господарство
Завдяки дощам, граду і мокрому снігу місто має рясне джерело води для сільського господарства і вирощування сільськогосподарських культур. Середземноморські фрукти та зернові культури є домінуючими: персики, маслини, яблука, цитрусові, фініки, виноград, полуниця і перець.